# Agrodolce
Agrodolce (deutsch süßsauer) ist eine italienische Spezialität mit Essig/Wein, Zwiebeln, Tomaten, Zimt, Senfkörnern, Honig, Olivenöl usw. Die süßsäuerliche Soße ist dickflüssig und pikant-würzig. Sie findet zum Beispiel Verwendung als Vorspeise oder als Beigabe zu Fleisch, meistens jedoch wird sie zu Wildgerichten, Fisch und Gemüse serviert, insbesondere Zwiebeln (cipolline in agrodolce) und Auberginen (Caponata).
Auf Sizilien werden die Fleischgerichte im Agrodolce zubereitet, während auf dem Festland Italiens zu Wildgerichten Agrodolce dazu gereicht wird. Der Honig kann durch Zucker ersetzt werden. Agrodolce wird auch als Obst- und Gemüsekonserve angeboten.
Die Bestandteile einer Agrodolce variieren je nach der Fleischart, für welche sie hergestellt wird. Für Wildschweinfleisch, Rehfleisch oder Hasenfleisch wird in der Regel der Wein reduziert, in dem das Fleisch eingelegt wurde. Dazu wird die Marinade zur Hälfte langsam eingekocht mit karamelisiertem Zucker, Pinienkernen und Gewürzen wie  z. B. kandierten Orangenschalen. Pinienkerne, Sultaninen und Essig gehören fast immer dazu. Die Pinienkerne, aber auch geriebene Mandeln oder Schokolade dienen zum Eindicken der Soße. Das süßsaure Wildschweingericht cinghiale in agrodolce ist in der Region zwischen Latium und Toskana bekannt, mit Zwiebeln, Trockenpflaumen, Rosinen, Schokolade und Pinienkernen. Bei Chianti wird spezzatino di cinghiale (Wildschweinfleisch in Rotwein mit Tomaten, Knoblauch, Rosmarin, Fenchelsamen, Salbei und  Chilli) zubereitet.
Lingua in agrodolce ist süßsaure Rinder- oder Kalbszunge: gekochte, geschälte Zunge wird in einer Reduktion aus Essig, Zucker mit Zimt, Kakao, Rosinen, Orangenschale einen Tag lang ziehen gelassen, wird dann kalt serviert.

## Geschichte
Im sogenannten „Buch des Apicius“ gab es bereits schon ein Rezept für eine Soße, die „Pfeffer, Minze, Pinienkerne, Sultaninen, Karotten, Honig, Essig, Öl, Wein und Moschus“ enthielt. Seither wird im Mittelmeerraum Agrodolce verwendet. Der Kontakt mit der arabischen Kultur scheint für die Ausprägung des süß-sauren Geschmacks in der italienischen Küche verantwortlich zu sein. Die in Kochbüchern des 14. Jahrhunderts enthaltenen Rezepte bestätigen eine sichere oder auch vermutete arabische Abstammung. Gerichte wie limonia oder romania zeichneten sich durch Mandeln, Zitrusfrüchte und Granatapfel-Saft aus, und wurden als „agra e dolce“ (sauer und süß) empfohlen.

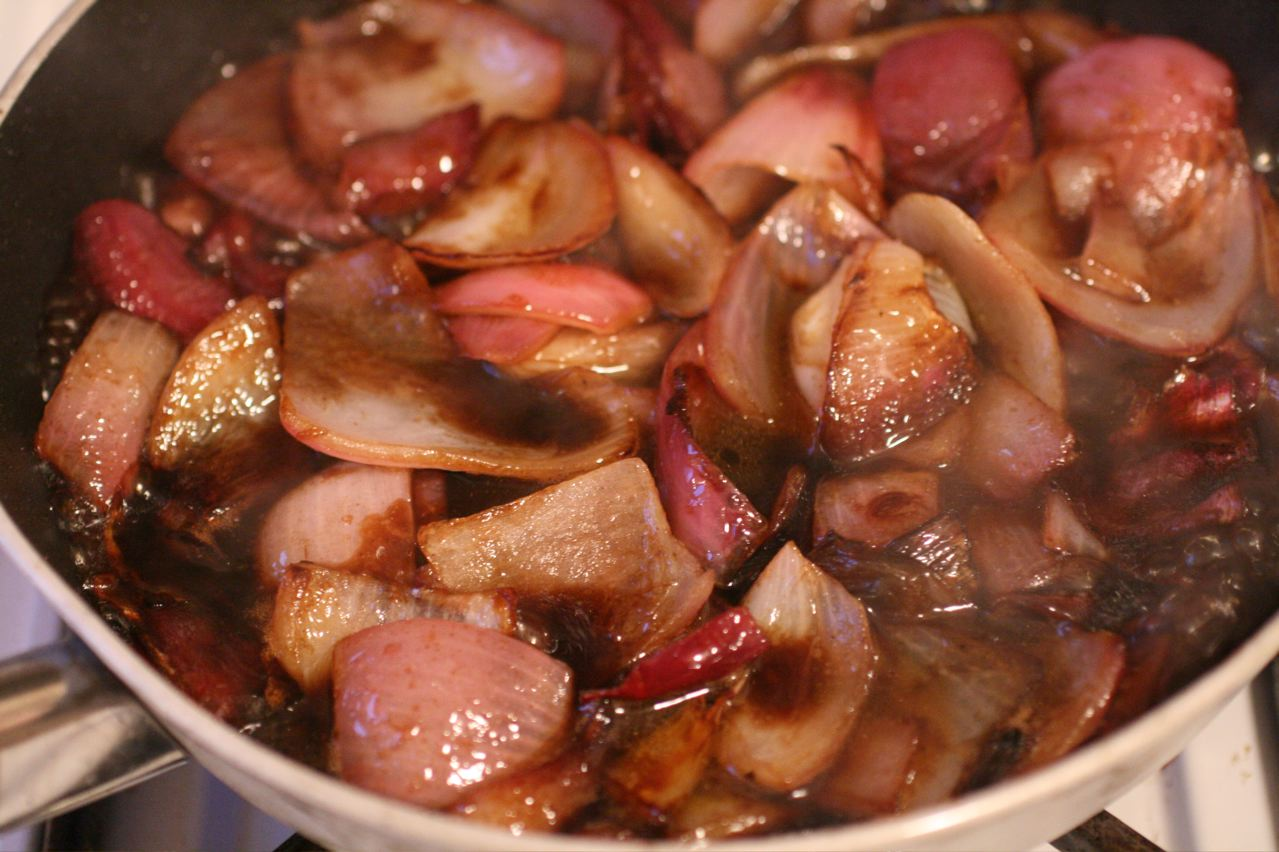
Lachs mit Agrodolce
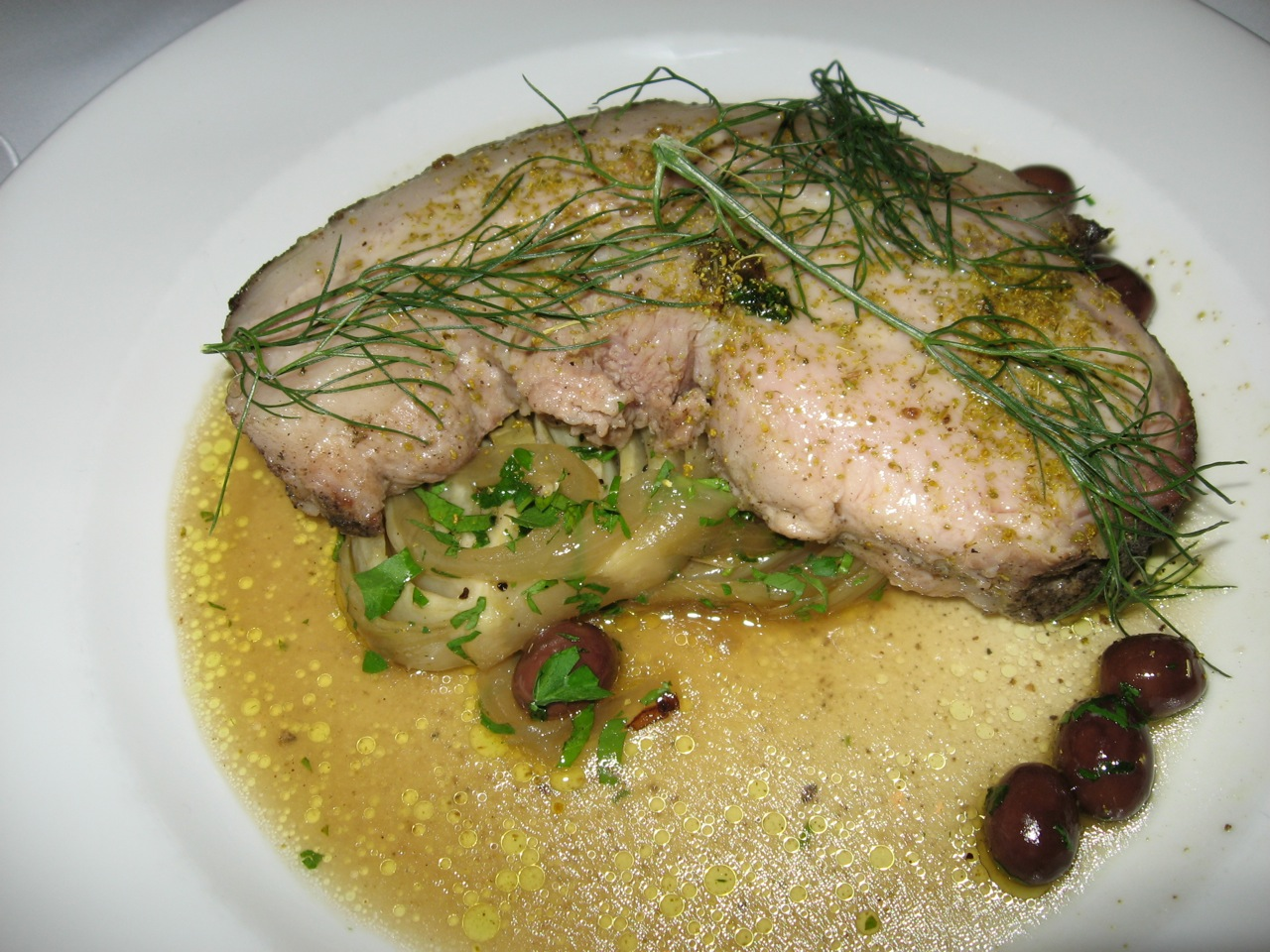
Schweinefleisch mit Agrodolce Fenchel & Zwiebel mit Cranberry
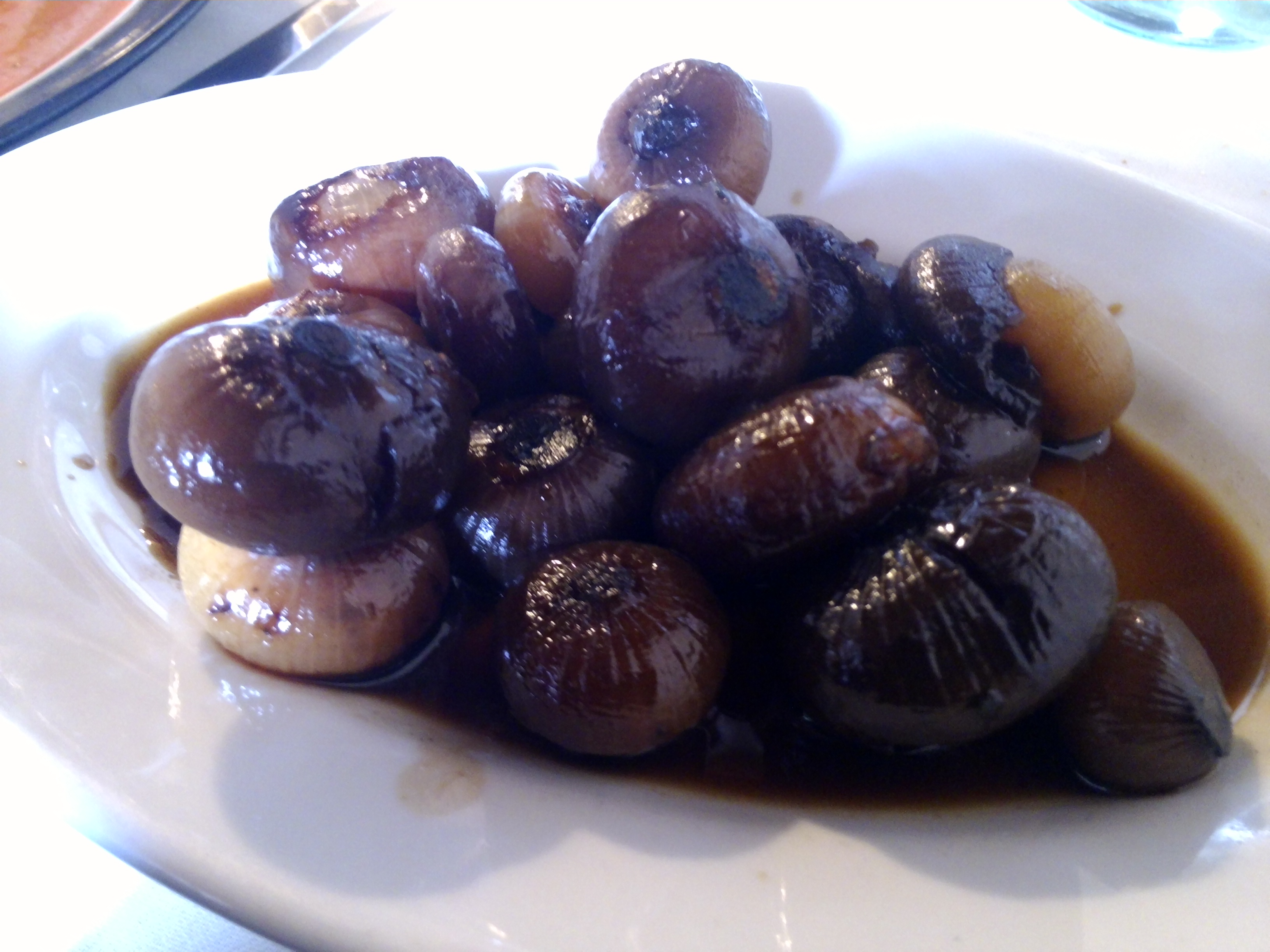
Süß-saure Agrodolce-Zwiebeln mit Balsamico-Essig